# Шиннік
Ши́ннік (рос. Шинник) — селище у складі Орічівського району Кіровської області, Росія. Входить до складу Кучелапівського сільського поселення.
Населення становить 5 осіб (2010, 12 у 2002).
Національний склад станом на 2002 рік — росіяни 100 %.